# خوشكار (كيسكان)
خوشكار (بالفارسية: خوشکار) هي قرية تقع في إيران في قسم كيسكان الريفي. يقدر عدد سكانها بـ 512 نسمة بحسب إحصاء 2016.